# مایکل ریلی
مایکل ریلی (انگلیسی: Michael Riley؛ زادهٔ ۴ فوریهٔ ۱۹۶۲) یک هنرپیشه اهل کانادا است. وی از سال ۱۹۸۷ میلادی تاکنون مشغول فعالیت بوده‌است.
از فیلم‌ها یا برنامه‌های تلویزیونی که وی در آن نقش داشته است می‌توان به بوسه فرانسوی و مکعب صفر اشاره کرد.